# Aflah ibn Abd al-Wahhab
Aflah ibn Abd al-Wahhab (arabe : أفلح بن عبد الوهاب بن عبد الرحمن بن رستم) est le troisième Imām de la dynastie ibadite des Rostémides du Maghreb central. Son règne exceptionnellement long (823-872) est considéré comme l'âge d'or de l'Imāmat. Mais il fut principalement marqué par le mouvement mu'tazilite.

## Règne
Aflah ibn Abd al-Wahhāb, est le troisième Imām (823-872) de la dynastie ibadite des Rostémides. Cette dynastie avait été fondée par son grand-père, Ibn Rustom, à Tahert.
À l'époque d'Aflah, l'ibadisme jouissait toujours d'une popularité considérable dans le Maghreb central, le sud de l'Ifriqiya et la Tripolitaine. L'imāmat, dont il était le chef, représentait l'un des pouvoirs les plus influents en Afrique du Nord.
La ville de Tāhart, sous son règne, est devenue un centre florissant du commerce des esclaves, grâce à sa connexion privilégiée avec la Méditerranée, l'Orient et les routes commerciales du Sahara. Aflah a grandement contribué à l'amélioration de l'infrastructure agricole en faisant construire des bâtiments agricoles et en étendant de manière significative les systèmes d'irrigation.
Le règne exceptionnellement long d'Aflah est considéré comme l'âge d'or de l'imāmat rustamide. Malgré les perturbations qui ont ébranlé la province orientale du royaume, son règne a été relativement paisible. Grâce à sa diplomatie souple et à sa générosité, il a réussi à imposer son autorité sur les tribus nomades de la région, consolidant ainsi son pouvoir.
Les relations avec les Omeyyades de Cordoue étaient également bonnes à cette époque. En 853, à l'occasion de son accession au trône, l'émir Muhammad Ier  a envoyé un somptueux présent à l'Imām Aflah.

## Conflits
Aflah fut confronté à une opposition grandissante qui combinait des conflits tribaux et des tendances kharijites anti-autoritaires. Selon la tradition ultérieure, il fut présenté comme un défenseur de l'orthodoxie, ayant combattu Yazid b. Fandin, chef des Nekkarites, ainsi que les Mu'tazilites. Il aurait également rédigé des épîtres contre les Nafathiyya, un mouvement schismatique récemment formé dirigé par Farj b. Na'r.
Le règne d'Aflah fut principalement marqué par le mouvement mu'tazilite. Il fut confronté aux répercussions de l'essor et de la victoire de ce mouvement, ainsi qu'à son déclin ultérieur. Dans sa jeunesse, Aflah fut témoin des controverses auxquelles son père, Abd al-Wahhab, avait dû faire face contre les Mu'tazilites. En tant qu'adulte, il mena une répression violente contre eux.
Plus tard, Aflah réintégra les Mu'tazilites dans la communauté de Tahert et devint l'imam des ibâdites-sufrites-waçilites (mu'tazilites). Ces derniers acquérirent une influence significative, faisant partie de son cercle proche et étant même chargés de sa protection. Ils étaient des nomades résidant dans les environs de Tahert.
La scission du Djebel Nefoussa prit fin grâce à une défaite décisive infligée à Ḵh̲alaf en 836. Ce mouvement, issu de la deuxième scission sous l'imam Abd al-Wahhab, perdit alors de son prestige.
La puissance de l'imam Aflah suscitait une telle inquiétude chez les Abbassides qu'il fut accusé de comploter contre leur dynastie et de préparer la prise du pouvoir à Bagdad. Son fils Abu-l-Yaqdan, qui aurait rassemblé les leaders kharigites de l'Orient à La Mecque durant son pèlerinage, y fut capturé avant d'être transféré et emprisonné à Bagdad jusqu'à la mort d'Al-Mutawakkil.
Cela marqua le début d'une nouvelle ère. Le qadi Sahnun expulsa les kharigites de sa mosquée à Kairouan, tandis que l'Imam Aflah fit brûler et raser une ville entière baptisée Al 'Abbasiyya par les Aghlabides.
Après la mort d'Aflah, l'histoire interne du royaume rostémide fut agitée. Sa succession par son plus jeune fils, Abū Bakr, après que les Abbassides eurent capturé son héritier désigné, Abū al-Yaqẓān, entraîna rapidement une crise politique.

## Théologien ibadite
Aflah al-Wahhāb était également impliqué dans le transfert des connaissances provenant de l'Orient. Il eut l'occasion de rencontrer Abū Ghānim al-Khurāsānī, l'auteur de la première compilation canonique ibadite connue sous le nom de Mudawwana. Aflah étudia les écrits d'Abū Sufyān et transmit les traditions des premiers compagnons du Prophète. Conformément à la réputation des Rostémides en tant que « maison du savoir » (bayt al-ʿilm), Aflah al-Wahhāb était considéré comme un mufti et un théologien, rassemblant même, avant d'atteindre l'âge de la puberté, trois cercles d'étudiants (halaqa) autour de lui.
Peu de choses sont connues avec certitude sur les écrits d'Aflah lui-même. On lui attribue un court poème didactique célébrant la quête de la connaissance religieuse, intitulé Qaṣīda fī faḍl al-ʿilm wa-l-mutaʿallim, mais il n'est jamais mentionné dans la littérature médiévale.
En revanche, ses Jawābāt (« Réponses »), non publiées, sont mentionnées, mais seulement à partir du XIVe siècle. Certains manuscrits indiquent que ces réponses étaient destinées à un ou plusieurs interlocuteurs spécifiques, bien que leur identité n'ait pas été établie. La plupart des manuscrits ne contiennent qu'une sélection de matériel juridique, probablement tirée de versions plus longues des Jawābāt.